# Блотно (Голеньовський повіт)
Блотно (пол. Błotno, нім. Friedrichsberg) — село в Польщі, у гміні Новоґард Голеньовського повіту Західнопоморського воєводства.
Населення — 328 осіб (2011).
У 1975-1998 роках село належало до Щецинського воєводства.

## Демографія
Демографічна структура станом на 31 березня 2011 року:
|          | Загалом | Допрацездатний вік | Працездатний вік | Постпрацездатний вік |
| -------- | ------- | ------------------ | ---------------- | -------------------- |
| Чоловіки | 169     | 34                 | 126              | 9                    |
| Жінки    | 159     | 36                 | 100              | 23                   |
| Разом    | 328     | 70                 | 226              | 32                   |